# General Cepeda
General Cepeda är en ort i Mexiko.   Den ligger i kommunen General Cepeda och delstaten Coahuila, i den centrala delen av landet, 700 km norr om huvudstaden Mexico City. General Cepeda ligger 1 468 meter över havet och antalet invånare är 3 916.
Terrängen runt General Cepeda är platt åt nordväst, men åt sydost är den kuperad. Terrängen runt General Cepeda sluttar norrut. Runt General Cepeda är det mycket glesbefolkat, med 3 invånare per kvadratkilometer. General Cepeda är det största samhället i trakten. Omgivningarna runt General Cepeda är i huvudsak ett öppet busklandskap.